# Oudshoorn
Oudshoorn est une ancienne commune et un ancien village néerlandais de la province de la Hollande-Méridionale.
Oudshoorn était situé au nord du Vieux Rhin, en face d'Alphen. En 1918, Alphen, Aarlanderveen et Oudshoorn fusionnent pour former la nouvelle commune d'Alphen-sur-le-Rhin. Là où Aarlanderveen est resté un village à part, bien identifié, Oudshoorn n'existe plus : son agglomération a complètement été absorbée par la ville d'Alphen-sur-le-Rhin.